# Hynobius naevius
Espèce
Synonymes
- Salamandra naevia Temminck & Schlegel, 1838

Statut de conservation UICN

 LC  : Préoccupation mineure
Hynobius naevius est une espèce d'urodèles de la famille des Hynobiidae.

## Répartition
Cette espèce est endémique de Kyūshū au Japon. Elle se rencontre dans le nord-ouest de l'île de 300 à 1 000 m d'altitude.

## Description
Hynobius naevius mesure de 48 à 87 mm sans la queue et de 88 à 155 mm de longueur totale.

## Publication originale
- Temminck & Schlegel, 1838 : Fauna Japonica sive Descriptio animalium, quae in itinere per Japonianum, jussu et auspiciis superiorum, qui summum in India Batava Imperium tenent, suscepto, annis 1823–1830 colleget, notis observationibus et adumbrationibus illustratis. vol. 3, Chelonia, Ophidia, Sauria, Batrachia, p. 85-144.